# Nature morte aux dorades et oranges
La Nature morte aux dorades et oranges est une huile sur toile (42 x 62 cm) de Luis Meléndez datée de 1772 et conservée au Musée du Prado de Madrid (numéro d'inventaire 903). Elle provient de la collection royale du palais d'Aranjuez.

## Description
Comme souvent, Meléndez présente une nature morte sur un entablement de bois encombré d'ustensiles de cuisine. Deux dorades roses fraîchement pêchées sont placées  partiellement sur un drapé blanc où se nichent deux oranges. Elles rappellent la Nature morte au poisson, pain et bouilloire du Cleveland Museum of Art. Une tête d'ail à gauche est placée devant une terrine brune de céramique d'Alcorcón partiellement adossée à une petite poêle renversée au long manche. On distingue au fond un mortier de cuivre et à droite derrière les oranges un pichet de métal au long col, de forme alcuza, servant à verser l'huile.
Ce tableau est un prétexte à une composition dans les gris et orangés (nageoires, contours des yeux, queue et oranges) éclairés d'une lumière de biais, dans des contrastes de clair-obscur. Les objets placés en légère plongée sont à dessein empreints d'une certaine monumentalité.
Meléndez privilégie une géométrie précise avec une grande minutie du détail. Ce tableau est considéré comme le pendant de la Nature morte au saumon, au citron et contenants en cuivre du Musée du Prado.